# 戈羅傑茨 (下諾夫哥羅德州)
56°39′N 43°29′E / 56.650°N 43.483°E
戈羅傑茨（俄语：Городе́ц）是俄羅斯下諾夫哥羅德州西北部的一個城市、戈羅傑茨區縣治。位於伏爾加河左岸，距下諾夫哥羅德53公里。2002年人口32,442人。
1152年由莫斯科大公尤里·弗拉基米羅維奇·多爾戈魯基建立，1922年設市。